# Бургкнехт, Жан
Жан Бургкнехт (фр. Jean Bourgknecht; 16 сентября 1902 года, Фрибур, Швейцария — 23 декабря 1964 года, там же) — швейцарский политик, мэр Фрибура (1950—1959), член Федерального совета (1959—1962).
После получения докторской степени в области права в 1926 году он работал в компании своего отца, а затем возглавлял её, пока не был избран в состав Федерального совета Швейцарии. С 1936 по 1947 год был председателем Общества юристов Фрибура, а с 1937 по 1941 год — Общества юристов Швейцарии.
С 1950 по 1959 год был мэром Фрибура. В 1951 году был избран членом Национального совета Швейцарии от Христианско-демократической народной партии и представлял там кантон Фрибур до 1955 года. Затем он был избран в Совет кантонов, где представлял свой кантон с 1956 по 1959 год. Кроме того, в 1956 году он возглавил свою партию.
Он был избран в состав Федерального совета Швейцарии 17 декабря 1959 года и ушёл в отставку 30 сентября 1962 из-за болезни. Во время своего пребывания в правительстве он возглавлял департамент финансов, а в 1962 году был избран вице-президентом Швейцарии.